# ژلتائو (آق‌مولا)
ژلتائو (قزاقی: Желтау) یک شهرک در کشور قزاقستان است.